# Platysenta vecors
Platysenta vecors är en fjärilsart som beskrevs av Achille Guenée 1852. Platysenta vecors ingår i släktet Platysenta och familjen nattflyn. Inga underarter finns listade i Catalogue of Life.